# Max Röger
Max Röger (18 de diciembre de 1989) es un deportista alemán que compitió en remo. Ganó dos medallas en el Campeonato Mundial de Remo, en los años 2014 y 2018.

## Palmarés internacional
| Campeonato Mundial | Campeonato Mundial       | Campeonato Mundial | Campeonato Mundial  |
| Año                | Lugar                    | Medalla            | Prueba              |
| ------------------ | ------------------------ | ------------------ | ------------------- |
| 2014               | Ámsterdam (Países Bajos) | Medalla de plata   | Cuatro scull ligero |
| 2018               | Plovdiv (Bulgaria)       | Medalla de oro     | Cuatro scull ligero |